# Calea scabra
Calea scabra là một loài thực vật có hoa trong họ Cúc. Loài này được (Lag.) B.L.Rob. mô tả khoa học đầu tiên năm 1909.